# Wilhelm Hartung (Karikaturist)
Georg Wilhelm Hartung (* 2. Dezember 1919 in Westerwisch; † 28. November 2003 in Reinbek) war ein deutscher Zeichner, Karikaturist, Illustrator und Autor plattdeutscher Erzählungen und Reime.

## Leben und Wirken
Sein Vater war Wilhelm Hermann Hartung (1884–1948) und seine Mutter war Frieda Christine Auguste von der Fecht (1886–1957). Nach dem Abitur 1939 diente Wilhelm Hartung in der Luftwaffe als Pilot eines Lastenseglers und geriet in sowjetische Kriegsgefangenschaft. Nach seiner Freilassung arbeitete er als Milchkontrolleur in Spieka bei Cuxhaven. Seit 1944 war er verheiratet mit Inna Margarete Jappen (1922–2001).
Nach dem Tod des Vaters 1948 gab Wilhelm Hartung sein Studium der Pädagogik in Hamburg auf und arbeitete als Zeichner für die Zeitung Hamburger Freie Presse und danach beim Hamburger Anzeiger bis 1956. Anfang 1957 wechselte er zur Tageszeitung Die Welt und arbeitete dort zusammen mit dem Karikaturisten Mirko Szewczuk (seit 1949 bei der Welt) und Wolfgang Hicks (seit 1957 bei der Welt). Als Mirko Szewczuk im Mai 1957 starb, wurde Hartung sein Nachfolger. 1968 wurde Hartung für seine Tätigkeit als politischer Karikaturist bei der Zeitung Die Welt mit dem Theodor-Wolff-Preis ausgezeichnet. Insgesamt arbeitete er 18 Jahre für Die Welt. Seine Nachfolger wurden Wolfgang Hicks und von 1983 bis 1999 Klaus Böhle. Daneben war Hartung auch als Zeichner für diverse Zeitschriften im Axel Springer Verlag tätig u. a. für die Fernsehzeitschriften Hörzu und Funk Uhr.
Im Zeitraum von 1979 bis 1987 veröffentlichte er im Hamburger Glogau Verlag insgesamt fünf Bücher mit eigenen plattdeutschen Geschichten, die er auch selber illustrierte. Daneben arbeitete er auch für die DAK-Zeitung der Deutschen Angestellten Krankenkasse. Für die seit 1965 von der DAK herausgegebene, millionenfach verbreitete Ausgabe von Hans-Wilhelm Smoliks Buch Näpflis wundersame Reise durch den menschlichen Körper schuf Hartung die Illustrationen. Für die Deutsche Verkehrs-Zeitung (DVZ) zeichnete Hartung in mehr als 40-jähriger Tätigkeit bis kurz vor seinem Tod fast 6000 Karikaturen. Unter den zahlreichen Karikaturen schuf er Anfang der 1990er Jahre einen Nekrolog über sich selbst. Die Zeichnung zeigt einen Pfarrer bei der Beerdigung eines Zeichners mit seinen Bildern sowie Englein am Himmel mit folgendem Untertitel:
Zu spät.

Ein Zeichner – unbekannt verblichen …

Sein Lebensweg war schwarz von Strichen;

Und grau von blinden Redaktören. –

Vielleicht, daß Englein auf ihn schwören.

## Ausstellungen
- 1994: „Welt“ politische Karikaturen von Wilhelm Hartung. Schloss Reinbek, Reinbek
- 2001: Adenauer mit Augenzwinkern Karikaturen über den Gründungskanzler der Bundesrepublik Deutschland, Konrad Adenauer (1876–1967), von Wilhelm Hartung, Karikaturist für die Tageszeitung „Die Welt“. Eine Ausstellung der Konrad-Adenauer-Stiftung vom 12. Januar bis 28. Februar 2001 Berlin, Tiergartenstrasse.

## Werke
- Thünkroom un Wohrheit. 1979.[4]
- Rieder, Peer, Jägerslüüd un Buurn. Ziemlich wahre Geschichten, vergnügliche Verse und „plattdeutsche“ Zeichnungen. 1983.
- Platt mit Musik. Dumm Tüüch un klietsche Sooken. Erzählungen. 1984.
- Vör un achtern'n Diek. Queerbeet döör de Wischen vun Nord no Süd. Gedichte und Erzählungen. 1987.